# Franco Ferreiro
Franco Ferreiro (* 1. Juli 1984 in Uruguaiana) ist ein ehemaliger brasilianischer Tennisspieler.

## Karriere
Franco Ferreiro wurde im Jahr 2002 Tennisprofi. Von Anfang an spielte er vermehrt im Doppel, im Laufe der Zeit wurde er zum Doppelspezialisten – im Einzel spielt er sehr selten, bei Grand-Slam-Turnieren konnte er sich erst einmal qualifizieren (Roland Garros 2009). Seinen ersten Titel auf Future-Ebene feierte er 2003 in Mexiko, der erste Turniergewinn auf der ATP Challenger Tour erfolgte im Jahr 2005 in Turin. Im Jahr 2010 steigerte Ferreiro seine Form merklich und konnte insgesamt acht Titel auf der Challenger Tour holen, davon fünf mit seinem derzeitigen Stammpartner André Sá.
Auf der ATP Tour erfolgte in der Saison 2011 der Durchbruch: mit seinem Landsmann Sá erreichte er im Februar in Buenos Aires sein erstes ATP-Finale; die beiden unterlagen aber dem Duo Oliver Marach/Leonardo Mayer. Nach dieser Finalteilnahme erreichte Ferreiro mit Platz 53 sein bisheriges Career High in der Doppel-Tennis-Weltrangliste. Im August 2011 erreichte er in Kitzbühel sein zweites Tourfinale, wieder an der Seite von André Sá; sie unterlagen knapp dem italienisch-mexikanischen Duo Daniele Bracciali/Santiago González.

## Erfolge
| Legende (Anzahl der Siege)  |
| Grand Slam                  |
| ATP World Tour Finals       |
| ATP World Tour Masters 1000 |
| ATP World Tour 500          |
| ATP World Tour 250          |
| ATP Challenger Tour (19)    |

### Doppel

#### Turniersiege
| Nr. | Datum              | Turnier            | Belag     | Partner               | Finalgegner                                | Ergebnis          |
| --- | ------------------ | ------------------ | --------- | --------------------- | ------------------------------------------ | ----------------- |
| 1.  | 24. Mai 2005       | Turin              | Sand      | Sergio Roitman        | Francesco Aldi Alessio di Mauro            | 6:74, 7:5, 7:62   |
| 2.  | 25. September 2006 | Gramado            | Hartplatz | Martín Vilarrubí      | Marcelo Melo André Sá                      | 6:2, 6:4          |
| 3.  | 25. Juni 2007      | Reggio nell’Emilia | Sand      | Lamine Ouahab         | Pablo Cuevas Horacio Zeballos              | 6:4, 1:6, [10:4]  |
| 4.  | 14. Juni 2008      | Sofia              | Sand      | Mariano Puerta        | Lazar Magdinčev Predrag Rusevski           | 6:3, 1:6, [10:3]  |
| 5.  | 3. Oktober 2008    | Aracaju            | Sand      | Juan-Martín Aranguren | Thiago Alves João Souza                    | 6:4, 6:4          |
| 6.  | 18. Oktober 2008   | Montevideo         | Sand      | Flávio Saretta        | Daniel Gimeno Traver Rubén Ramírez Hidalgo | 6:3, 6:2          |
| 7.  | 26. Oktober 2009   | São Paulo (1)      | Sand      | Ricardo Mello         | Diego Junqueira David Marrero              | 6:3, 6:3          |
| 8.  | 11. April 2010     | Bogotá             | Sand      | Santiago González     | Dominik Meffert Philipp Oswald             | 6:3, 5:7, [10:7]  |
| 9.  | 12. April 2010     | Blumenau (1)       | Sand      | André Sá              | André Ghem Simone Vagnozzi                 | 6:4, 6:3          |
| 10. | 5. Juli 2010       | Scheveningen       | Sand      | Harsh Mankad          | Rameez Junaid Philipp Marx                 | 6:4, 3:6, [10:7]  |
| 11. | 2. August 2010     | Segovia            | Hartplatz | Thiago Alves          | Brian Battistone Harsh Mankad              | 6:2, 5:7, [10:8]  |
| 12. | 9. August 2010     | Brasília           | Hartplatz | André Sá              | Ricardo Mello Caio Zampieri                | 7:65, 6:3         |
| 13. | 16. August 2010    | Salvador da Bahia  | Hartplatz | André Sá              | Uladsimir Ihnazik Martin Kližan            | 6:2, 6:4          |
| 14. | 26. September 2010 | Bogotá             | Sand      | André Sá              | Gero Kretschmer Alexander Satschko         | 7:66, 6:4         |
| 15. | 30. Oktober 2010   | São Paulo (2)      | Sand      | André Sá              | Rui Machado Daniel Muñoz de la Nava        | 3:6, 7:62, [10:8] |
| 16. | 9. Januar 2011     | São Paulo          | Hartplatz | André Sá              | Santiago González Horacio Zeballos         | 7:5, 7:612        |
| 17. | 11. April 2011     | Blumenau (2)       | Sand      | André Sá              | Adrián Menéndez Leonardo Tavares           | 6:2, 3:6, [10:4]  |
| 18. | 18. April 2011     | Santos             | Sand      | André Sá              | Gerald Melzer José Pereira                 | 6:3, 6:3          |
| 19. | 30. Oktober 2011   | São Leopoldo       | Sand      | Rubén Ramírez Hidalgo | Gastão Elias Frederico Gil                 | 6:74, 6:3, [11:9] |

#### Finalteilnahmen
| Nr. | Datum            | Turnier      | Belag | Partner  | Finalgegner                         | Ergebnis          |
| --- | ---------------- | ------------ | ----- | -------- | ----------------------------------- | ----------------- |
| 1.  | 20. Februar 2011 | Buenos Aires | Sand  | André Sá | Oliver Marach Leonardo Mayer        | 6:76, 3:6         |
| 2.  | 6. August 2011   | Kitzbühel    | Sand  | André Sá | Daniele Bracciali Santiago González | 6:71, 6:4, [9:11] |